# Кампарада
Кампарада (итал. Camparada) је насеље у Италији у округу Монца и Бријанца, региону Ломбардија.
Према процени из 2011. у насељу је живело 2005 становника. Насеље се налази на надморској висини од 242 м.

## Становништво
| 1936. | 1951. | 1961. | 1971. | 1981. | 1991. | 2001. | 2011. |
| ----- | ----- | ----- | ----- | ----- | ----- | ----- | ----- |
| 944   | 1.022 | 1.042 | 1.097 | 1.096 | 1.352 | 1.703 | 2.074 |